# カイジGAME1
『カイジGAME1』は、フジテレビで2002年～2003年に放送されたテレビ番組。
福本伸行の漫画『賭博黙示録カイジ』（週刊ヤングマガジン）に登場するギャンブル「限定ジャンケン」をベースとしたオリジナルの競技「カイジGAME」で、各界の知識自慢が対戦するゲーム番組である。

## ゲームの進め方
限定ジャンケンそのもののルールは『賭博黙示録カイジ』を参照。
プレイヤーにはそれぞれグー、チョキ、パーのカードがそれぞれ5枚ずつ（計15枚）と、金貨3枚が配布される。
対戦を始める前に「DISCARD SIX」の合図で、プレイヤーは15枚のカードのうち任意の9枚を選択し、残りの6枚を破棄する。
全員が持っているグー、チョキ、パーの合計枚数は、スタジオにある黒板に常に表示され、破棄されたカードはその都度合計から減らされる。

### 対戦
対戦は相手を指名して1対1で行う。指名されなかったプレイヤーは任意のカードを1枚破棄する。
対戦順が決まったら、「SET」の合図でカード1枚を伏せて出し、「OPEN」の合図で公開する。ジャンケンの要領で勝敗をつけ、勝った者は負けた者から金貨を一枚奪う。使用したカードは勝敗に関係なく破棄される。
全員がカードを使い切るまで勝負を続行し、最終的に最も多くの金貨を持っていた者が優勝。
途中で金貨がゼロになった者は失格。残っているカードをテーブルに伏せて退場する。伏せられたカードは黒板の合計枚数の中に含まれるので、相手の手札を完全に知ることはできない。

## 出演
- アナウンサーー：牧原俊幸
- 解説：ロバート・ハリス
- ギャルソン：ベリッシモ・フランチェスコ、ジャン・ボスコ